# Agenda Gdańska

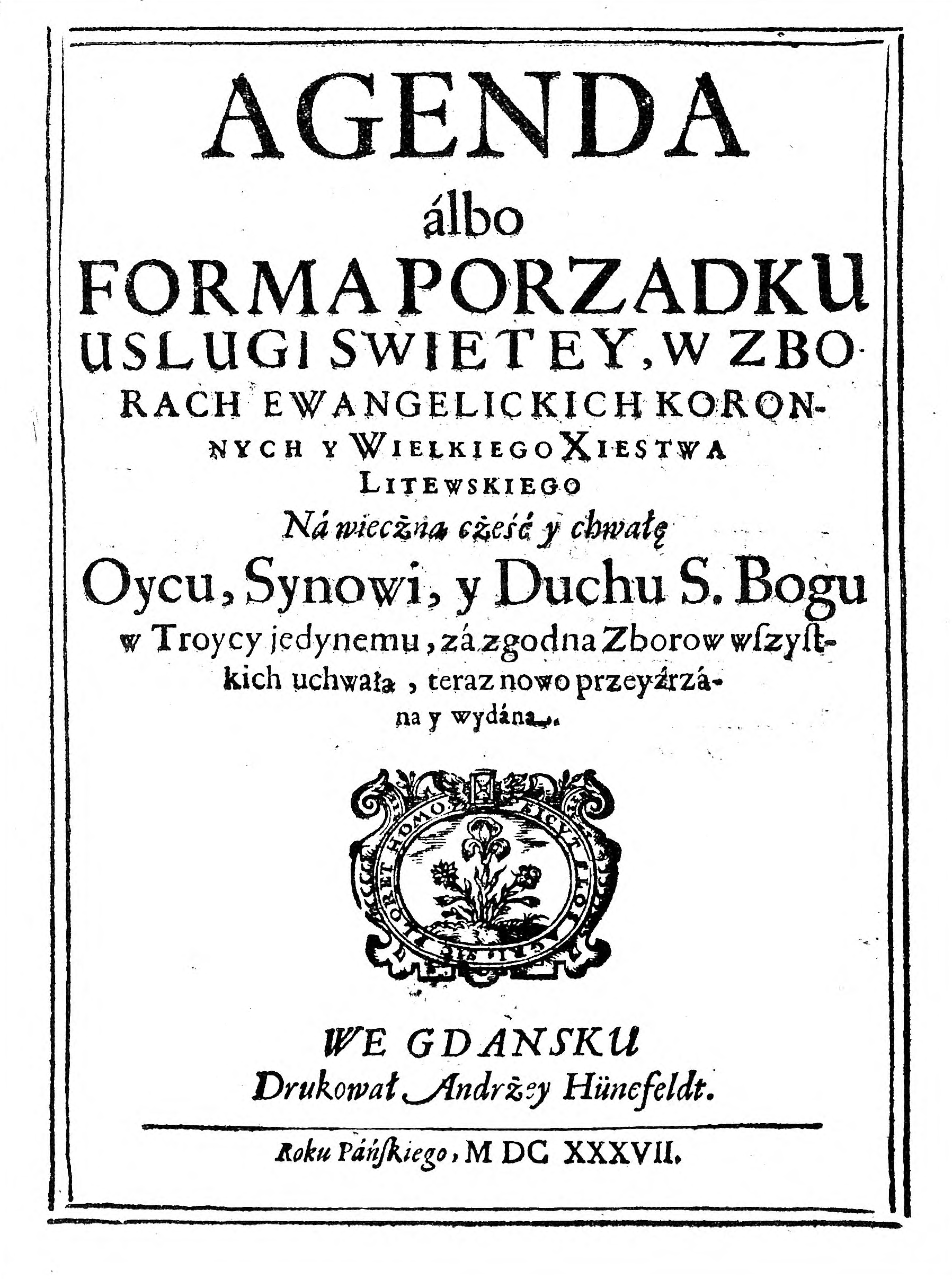
Strona tytułowa Agendy Gdańskiej z 1637 roku

Agenda Gdańska, zwana także Wielką Agendą Gdańską, właściwie: Agenda albo forma porządku usługi świętej w zborach ewangelickich Koronnych i Wielkiego Księstwa Litewskiego – wydany drukiem porządek nabożeństw i innych posług religijnych obowiązujących w trzech Kościołach reformowanych w Rzeczpospolitej Obojga Narodów. 
Jednolita forma obrzędowa została przyjęta przez przedstawicieli Jednoty Małopolskiej, Jednoty Litewskiej oraz Jednoty Braci Czeskich najpierw na Konwokacji w Orlej w 1633 r., a następnie po wprowadzeniu drobnych poprawek już ostatecznie na synodzie we Włodawie w 1634 roku. Została ona wydrukowana w Gdańsku w 1637 roku nakładem kalwińskiego drukarza Andrzeja Hunefelda. Głównym autorem jednolitego porządku był Tomasz Węgierski, superintendent Jednoty Małopolskiej. Obowiązywała tylko polsko języczne zbory – niemiecko języczne miały posługiwać się liturgią parafii w Lesznie.
Choć kalwiniści z Wielkiego Księstwa Litewskiego początkowo zgodzili się na Wielką Agendę, w 1638 r. niespodziewanie zażądali jej gwałtownej rewizji, w szczególności gdy chodziło o liturgię Wieczerzy Pańskiej i rozwodową. Ostatecznie pozostałe dwa kościoły zgodziły się na drobną rewizję liturgii komunijnej tylko dla Wielkiego Księstwa Litewskiego, które ukazało się w 1644 r. jako Akta Usługi. Reszta Wielkiej Agendy pozostała w mocy dla wszystkich trzech kościołów. W 1742 r. w Królewcu wydano kompilację Aktu Usługi z uzupełnieniami Wielkiej Agendy Gdańskiej na potrzeby duchownych - była to tzw. Mała Agenda, którą na Litwie stosowano do 1939 r.
Według Prawa Wewnętrznego Kościoła Ewangelicko-Reformowanego w RP siedemnastowieczna Agenda stanowi dla Kościoła "wzór formy nabożeństwa i innych posług religijnych", choć żadna z parafii nie stosuje jej regularnie do niedzielnych nabożeństw.  